# جوي لي
جوي لي (بالإنجليزية: Joie Lee)‏ هي منتجة أفلام وكاتِبة وكاتبة سيناريو وممثلة أمريكية، ولدت في 22 يونيو 1962 بنيويورك في الولايات المتحدة.

## أعمال

### أفلام
- (1989) افعل الصواب
- (2003) قهوة وسجائر[4]

## وصلات خارجية
- جوي لي على موقع IMDb (الإنجليزية)
- جوي لي على موقع روتن توميتوز (الإنجليزية)
- جوي لي على موقع قاعدة بيانات الأفلام العربية
- جوي لي على موقع ألو سيني (الفرنسية)
- جوي لي على موقع تيرنر كلاسيك موفيز (الإنجليزية)
- جوي لي على موقع أول موفي (الإنجليزية)
- جوي لي على موقع قاعدة بيانات الأفلام السويدية (السويدية)
- جوي لي على موقع قاعدة بيانات الفيلم (الإنجليزية)
- جوي لي على موقع كينوبويسك (الروسية)